# Cavalier (fortification)
Pour les articles homonymes, voir Cavalier.

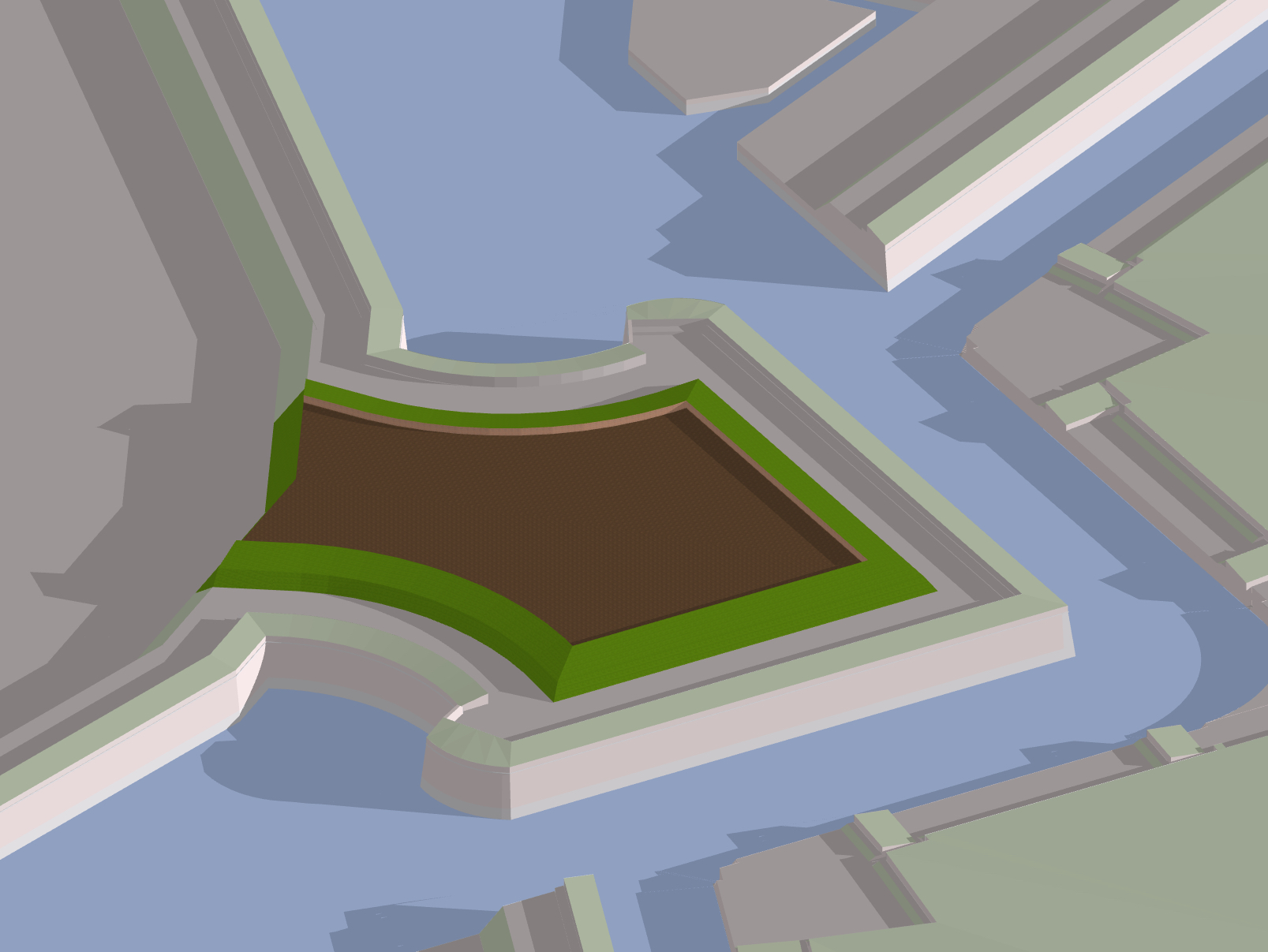
Cavalier sur un bastion du premier système de Vauban.

Dans le domaine des fortifications, un cavalier est un élément destiné à renforcer un bastion ou un boulevard. Permettant de placer de l'artillerie à un niveau plus élevé que les murailles, il permet de contrebattre l'artillerie des assiégeants ou leurs travaux d'approche. Pour les assiégeants, les cavaliers de tranchée permettent de protéger les travaux d'approche en tenant sous leur feu la place d'armes de la ville assiégée.
Le terme est conservé pour les fortifications de la fin du XIXe au début du XXe siècle et peut abriter des emplacements d'artillerie lourde à longue portée.

## Description
Un cavalier est un élément de fortification qui s'élève au-dessus d'un autre élément de retranchement.
Son rôle est de permettre de placer des pièces d'artillerie suffisamment en hauteur pour renforcer la puissance de feu d'une partie des fortifications, en tirant par-dessus, et plus loin que les pièces du bastion, pour contrebattre l'artillerie des assiégeants ou leurs travaux d'approche.
On utilise aussi le terme de « batterie haute ».
Si le cavalier est un élément de la défense d'une place, son attaquant peut mettre en place des cavaliers de tranchée, destinés à protéger les manœuvres d'approche. Composés de terre et de gabions, ils sont suffisamment élevés pour que l'artillerie qu'ils portent puissent atteindre les troupes qui défendent le secteur attaqué.
Le terme de « cavalier » est enfin utilisé pour désigner des traverses, levées faites pour empêcher les tirs d'enfilade sur des courtines ou des bastions.

## Histoire

### DuXVIeauXVIIIesiècle

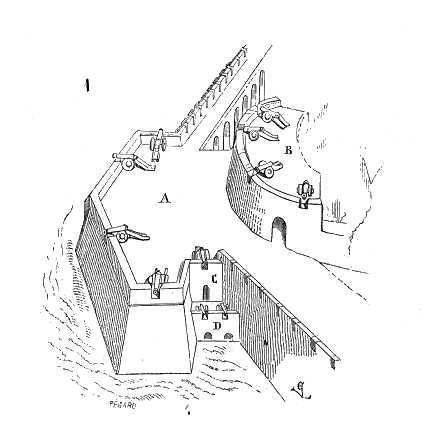
Un cavalier, de forme semi-circulaire, dans les fortifications d'Arras.

Si la technique d'utilisation de plateformes surélevées, dans la défense des places, est connue depuis l'Antiquité, ce n'est qu'au début du XVIe siècle que cet élément de fortification se répand sous ce nom. Il est aussi désigné sous le terme de « plateforme ».
Ils sont liés à l'apparition de l'artillerie. Les premiers cavaliers sont des massifs de terre élevés sur un bastion, en arrière du rempart, afin d’établir une batterie supplémentaire apte à renforcer un point jugé faible de la défense et ainsi repousser les attaques des assiégeants.
Ils sont répandus en France, au besoin en transformant d'anciennes tours médiévales ; mais c'est en Allemagne où leur emploi est le plus généralisé.

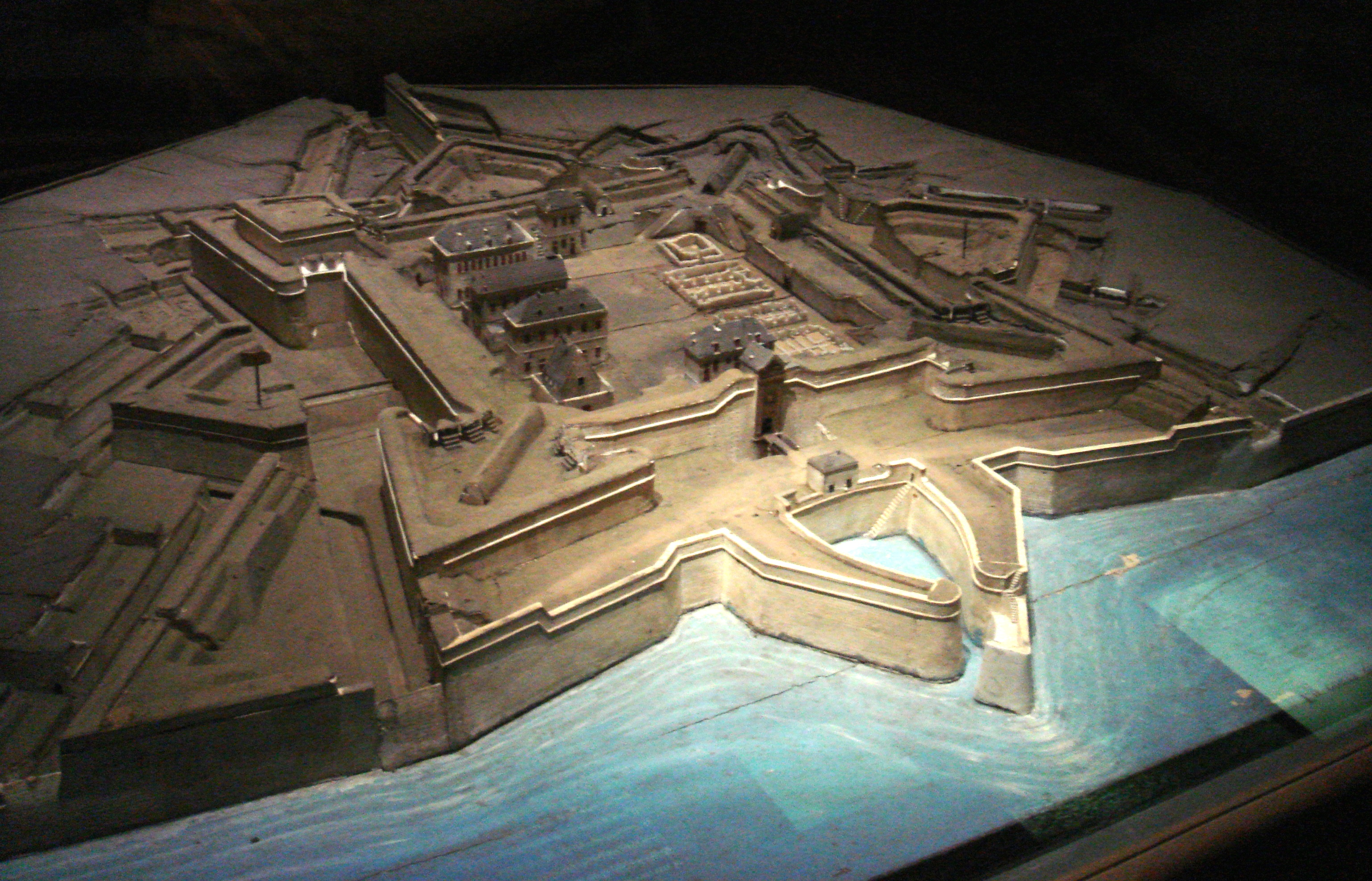
La citadelle de Saint-Martin-de-Ré (France) ; un cavalier est visible sur le bastion dit de France, à l'arrière-plan, à gauche.

### XIXeetXXesiècles
Le terme est toujours utilisé pour les ouvrages supportant les pièces d’artillerie à longue portée.
Dans les fortifications construites en France à la suite de la guerre de 1870 (système Séré de Rivières), seront édifiés des forts « à cavalier ». C'est-à-dire que l'artillerie du fort est placée sur une butte couvrant les logements et les magasins. C'est le cas, par exemple du fort de Domont, construit en 1874, pour verrouiller la vallée de Montmorency et participer à la défense de Paris.

## Utilisation
Le cavalier est destiné à donner une allonge plus importante à l'artillerie. Elle peut ainsi obliger l'assiégeant à débuter de plus loin ses travaux d'approche, gagnant ainsi du temps.
Le cavalier permet aussi de renforcer la défense d'un point faible, en doublant l'artillerie. Selon la forme qui lui est donnée, il peut aussi participer à la défense des secteurs voisins en procurant des tirs d'enfilade.

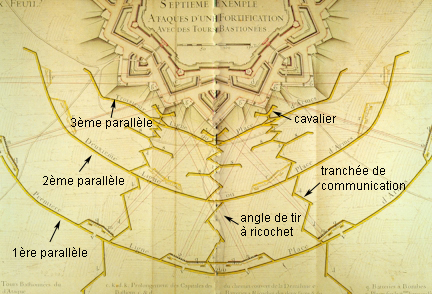
Utilisation du cavalier de tranchée.

Le cavalier de tranchée est élevé à partir des parallèles de la tranchée d'approche, à chacune de ses extrémités. Il se compose de rangées successives de gabions emplis de la terre de déblai, permettant de placer des fusiliers, ou des canons légers, à une hauteur légèrement supérieure à celle du bastion attaqué. De cette position, ils sont en mesure d'interdire aux assiégés de défendre les murailles. Un cavalier de tranchée peut être construit en 24 h par 40 hommes.

## Exemples de réalisation

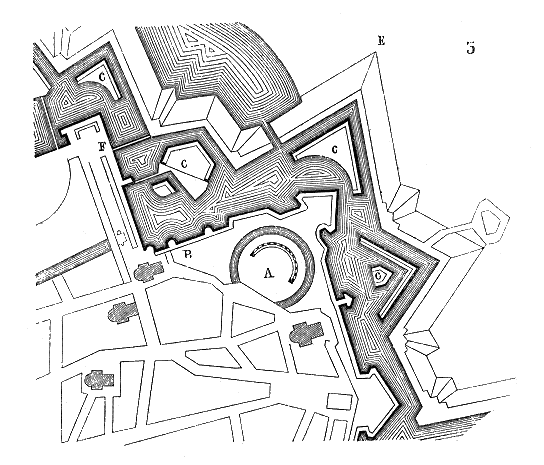
Un cavalier (A) dans les fortifications de Saint-Omer. De forme ronde, entouré d'un fossé, il permet de renforcer la défense des éléments C et E.

Le cavalier est un élément de fortification fréquemment utilisé par Vauban. Celui qui est situé près de la porte Sainte-Croix de Saint-Omer permet d'en avoir une idée.